# Kiejdzie
Kiejdzie (lit. Keidžiai) − wieś na Litwie, w gminie rejonowej Soleczniki, 4 km na północny wschód od Jaszunów, zamieszkana przez 162 ludzi. Przed II wojną światową w Polsce, w powiecie wileńsko-trockim województwa wileńskiego.